# Malés internationella flygplats
Malés internationella flygplats (engelska: Ibrahim Nasir International Airport) är en flygplats i Maldiverna. Den ligger i den norra delen av landet, 3 km nordost om huvudstaden Malé. Malés internationella flygplats ligger 1 meter över havet. Den ligger på ön Hulhulé
Terrängen runt Malés internationella flygplats är mycket platt.